# Dicranota mesasiatica
Dicranota mesasiatica är en tvåvingeart som beskrevs av Evgenyi Nikolayevich Savchenko 1973. Dicranota mesasiatica ingår i släktet Dicranota och familjen hårögonharkrankar. Inga underarter finns listade i Catalogue of Life.